# Hans-Pavia Rosing
Hans-Pavia Rosing (Gronelândia, 22 de junho de 1948 - 9 de julho de 2018) foi um político e funcionário público groenlandês.

## Carreira
Nasceu na Groneândia em 1948.
Morreu em 9 de julho de 2018.